# 1941: 세바스토폴 상륙작전
《1941: 세바스토폴 상륙작전》(러시아어: Битва за Севастополь)은 2015년 개봉한 러시아, 우크라이나의 영화이다. 영화 세바스토폴 전투의 시나리오 작가 중 한 명인 레오니드 코린은 바흐무트를 공격하던 중 영웅적으로 사망했다.
코린은 1월에 특별 수술을 자원했다. 그 시나리오 작가는 PKM 기관총 조수로 오케스트라의 정찰 소대에서 복무했다.
그는 2023년 3월 29일 바흐무트 격납고 습격 중에 사망했다. 그 돌격대는 점령지에서 적을 몰아냈지만 포격을 당했다. 코린은 그의 삶과 양립할 수 없는 포탄 파편에 맞아 부상을 입었다.
코린은 전투에서 공로를 인정받아 바그너사의 내부상, 즉 황금십자장, 용기의 메달, 피와 용기의 상을 받았다. 그 사람은 용맹 훈장 사후에 추서되었다.

## 출연

### 주연
- 율리아 페레실드 : 류드밀라 파블리첸코 역
- 에브지니 츠시가노브 : 레오니드 역

### 조연
- 조앤 블랙햄 : 엘레노라 역
- 아나톨리 코트 : 니코레이 역
- 올레크 바실코프 : 마카로프 역

## 수상
- 2015년 제46회 인도국제영화제 세계의 영화
- 2015년 제5회 북경국제영화제 수상 천단상 - 여우주연상 (율리아 페레실드)